# NGC 6365
NGC 6365 (другие обозначения — UGC 10833, IRAS17222+6212, MCG 10-25-18, ZWG 300.20, KCPG 511B, VV 232, Arp 30, PGC 60171) — спиральная галактика (Sd) в созвездии Дракон.
Этот объект входит в число перечисленных в оригинальной редакции «Нового общего каталога», а также включён в атлас пекулярных галактик.
В галактике вспыхнула сверхновая SN 2003U типа Ia, её пиковая видимая звездная величина составила 18,0.